# NGC 60
NGC 60 (ook wel PGC 1058, UGC 150, MCG 0-1-48 of ZWG 382.37) is een spiraalvormig sterrenstelsel in het sterrenbeeld Vissen.
NGC 60 werd op 2 november 1882 ontdekt door de Franse astronoom Édouard Jean-Marie Stephan.